# Coveniella poecilophlebia
Coveniella poecilophlebia är en träjonväxtart som först beskrevs av William Jackson Hooker, och fick sitt nu gällande namn av Tindale. Coveniella poecilophlebia ingår i släktet Coveniella och familjen Dryopteridaceae. Inga underarter finns listade.